# Agrilus geminatus
Agrilus geminatus es una especie de insecto del género Agrilus, familia Buprestidae, orden Coleoptera. Fue descrita científicamente por Thomas Say en 1823.
Se encuentra en el este de Estados Unidos. Las larvas en robles, Quercus phellos y Quercus velutina.